# Koncentryczny obiektyw Rossa
Koncentryczny obiektyw Rossa (ang. Ross Concentic) – obiektyw fotograficzny zaprojektowany około 1888 r., pierwszy anastygmat. Obiektyw został zaprojektowany przez H.L.H. Schroedera pracującego w zakładach Ross Ltd w Anglii, składał się z dwóch achromatów symetrycznie ustawionych wobec znajdującej się pomiędzy nimi przysłony. Do wykonania obiektywu użyto wynalezionego wówczas szkła kronowego z domieszką baru.
Przesłona ograniczona była do f/20, ale za to obiektyw był praktycznie całkowicie pozbawiony astygmatyzmu i krzywizny pola. Bardziej jednak udanym anastygmatem był powstały dwa lata później Protar.